# Valle de Arana
Valle de Arana (bask. Harana) – gmina w Hiszpanii, w prowincji Álava, w Kraju Basków, o powierzchni 39,12 km². W 2011 roku gmina liczyła 278 mieszkańców.